# Villa Nueva, Córdoba
Villa Nueva är en ort i Argentina.   Den ligger i provinsen Córdoba, i den centrala delen av landet, 500 km nordväst om huvudstaden Buenos Aires. Villa Nueva ligger 204 meter över havet och antalet invånare är 16 841.
Terrängen runt Villa Nueva är mycket platt. Närmaste större samhälle är Villa María, 2,9 km norr om Villa Nueva.
Trakten runt Villa Nueva består till största delen av jordbruksmark. Runt Villa Nueva är det glesbefolkat, med 16 invånare per kvadratkilometer.